# 渡辺小左衛門
渡辺 小左衛門（わたなべ こざえもん、旧字体：渡邊 小左衞門、慶長15年（1610年） - 寛永15年3月6日（1638年4月19日））は、島原の乱の一揆軍の参謀的存在。途中に熊本藩に捕らえられた。
別名、渡辺 弥兵衛（旧字体：渡邊 彌兵衞）。洗礼名ムラシニ。
父は渡辺伝兵衛。弟に渡辺左太郎。大矢野島の大富豪だった。
妻は天草四郎の姉・ふく。子に瀬戸小平と娘（7歳で没）がいる。
乱後、原城前で処刑された。
| スタブアイコン | サブスタブ | この項目は、まだ閲覧者の調べものの参照としては役立たない、人物に関連した書きかけの項目です。この項目を加筆・訂正などしてくださる協力者を求めています（P:人物伝/PJ:人物伝）。 |